# Patria WKC (Radsportteam)

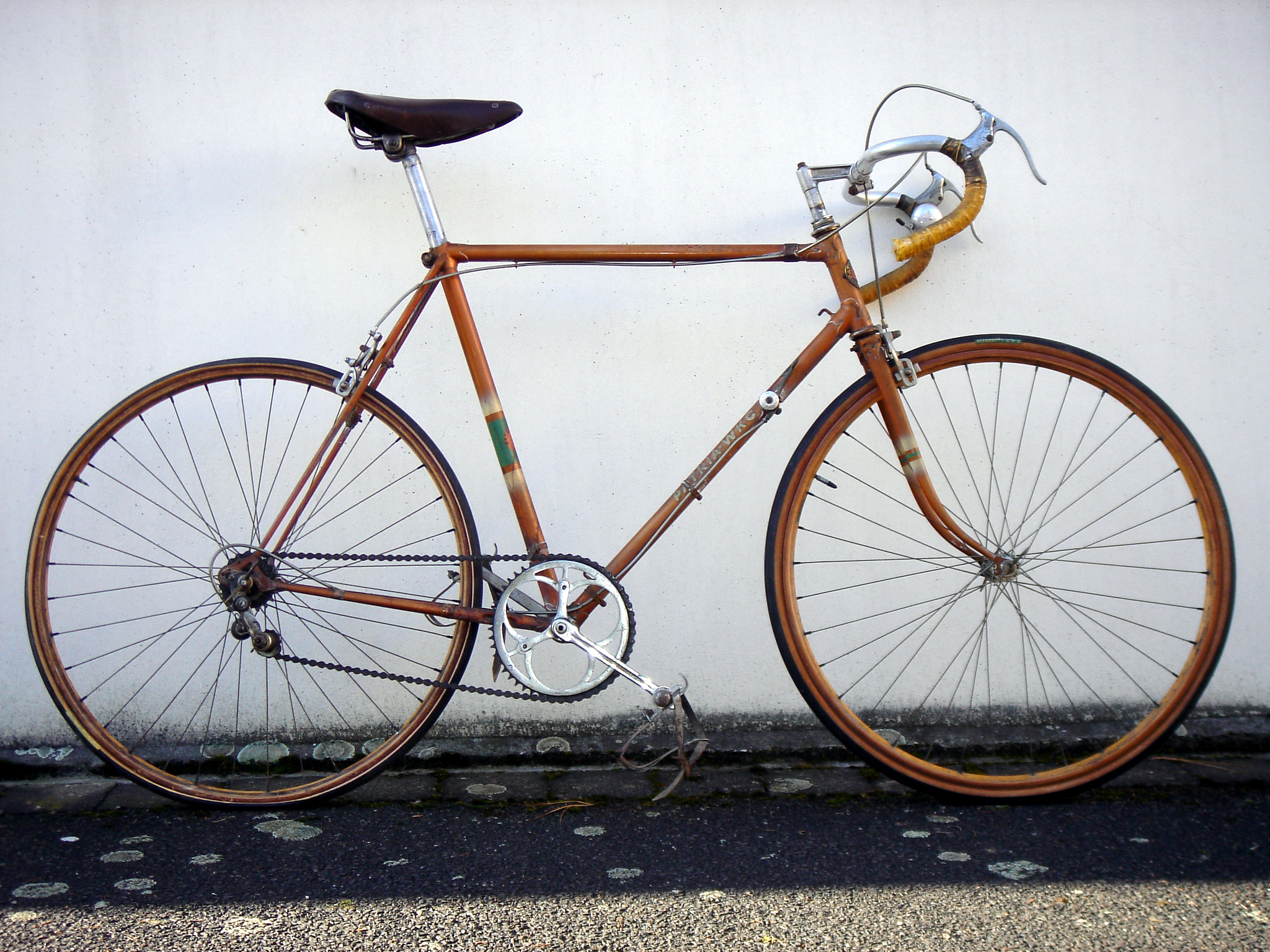
Rad von Patria WKC 1949

Patria WKC war ein von 1946 bis 1952 bestehendes deutsches professionelles Radsportteam. Sponsor war das Unternehmen Patria WKC aus Solingen in Nordrhein-Westfalen, das Motorräder und Fahrräder produzierte.

## Geschichte
1946 begann Patria WKC mit dem Sponsoring im Radsport, in dem zunächst Erich Bautz unterstützt wurde. 1948 bestand eine Mannschaft mit elf Fahrern, die alle aus Deutschland kamen. Die bedeutendsten Erfolge des Teams waren die Siege im Grünen Band vom Rhein 1947 durch Erich Bautz, bei Rund um Köln 1949 (Heinrich Schultenjohann), ein Etappensieg im Giro d’Italia 1951 durch Guido De Santi und der Gewinn des Eintagesrennens Tre Valli Varesine durch Guido De Santi. 

## Erfolge
1947
- Gesamtwertung und zwei Etappensiege Grünes Band vom Rhein
- zwei Etappen Grünes Band vom Rhein

1949
- zwei Etappen Grünes Band der IRA
- Rund um Köln

1950
- Bayrische Rundfahrt

1951
- eine Etappe Giro d’Italia
- eine Etappe Rom–Neapel–Rom
- Tre Valli Varesine

## Bekannte Fahrer
- Erich Bautz
- Werner Bunzel
- Guido De Santi
- Heinrich Schultenjohann